# Amphorophora geranii
Amphorophora geranii är en insektsart som beskrevs av David D. Gillette och Palmer 1929. Amphorophora geranii ingår i släktet Amphorophora och familjen långrörsbladlöss. Inga underarter finns listade i Catalogue of Life.